# Knut Hamsun

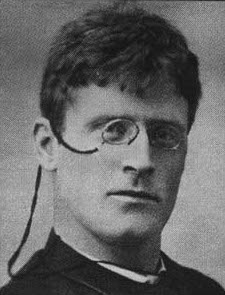
Knut Hamsun v roce 1890

Knut Hamsun, vlastním jménem Knud Pedersen, (4. srpna 1859 Vågå – 19. února 1952 Grimstad, Nørholm) byl norský spisovatel, nositel Nobelovy ceny za literaturu za rok 1920

## Život

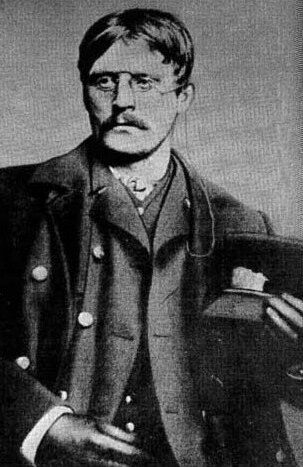
Knut Hamsun v roce 1884 za svého pobytu v Chicagu.

Hamsun se narodil v chudé rodině krejčího. Neveselé mládí prožil na severu Norska. Již v deseti letech byl rodiči poslán za prací ke strýci, od kterého záhy utekl. Následně pracoval coby učeň v obchodě. Spisovatelské ambice měl od mládí. Roku 1878 vydal svou první povídku Bjørger a roku 1879 odešel do Kodaně, kde ale u vydavatele neuspěl. Vrátil se tedy do Norska a v letech 1882–1885 a 1886–1888 žil jako vystěhovalec v USA, kde pracoval jako rybář a průvodčí. Zde také začal hluboce nesouhlasit s „anglickým a americkým tržním a nemorálním pohledem na společnost“, který podrobil ostré kritice ve své eseji Fra det moderne Amerikas andsliv (1888, Z duchovního života moderní Ameriky). V tomto díle odsoudil Anglosasy jako hlavní iniciátory průmyslového kapitalismu, který ničí odvěké morální hodnoty. V těchto jeho názorech je možno vystopovat prvotní příčiny jeho pozdějšího příklonu k německému nacismu.
V roce 1888 se Knut navrátil do Kodaně, roku 1893 odešel do Paříže. V letech 1898–1899 cestoval se svou manželkou po Evropě a Asii. Dále žil opět v Dánsku a od roku 1918 v Norsku poblíž Narviku.
Prvního uznání se Hamsunovi dostalo za částečně autobiografický román Sult (Hlad), vydaný roku 1890, ve kterém popisuje šílenství mladého spisovatele způsobené hladem a chudobou. Využívá přitom propracovaných psychologických monologů. V mnohém tento román, který se stal mezním dílem celé moderní skandinávské literatury, předpovídá dílo Franze Kafky a dalších spisovatelů ze začátku 20. století, kteří se ve svých dílech rovněž řešili problematiku života jedince v moderní společnosti.
V 90. letech 19. století vytvořil pak Hamsun v opozici k předchozí generaci naturalistů pomocí rafinované vypravěčské techniky s vnitřními monology sérii dušezpytných románů o rozervaných jedincích, nezvládajících komunikaci s okolím, na nichž předvedl svou koncepci složité psychiky moderního člověka. Jeho mistrovskými díly z tohoto období se staly především romány Mystérie, Pan a Viktorie. Následující romány Blouznivci, Podzimní hvězdy a Tlumeně hude poutník se vyznačují tematikou samotářských romantických hrdinů. Po roce 1913 zesílil Hamsun v románech Děti své doby a Město Segelfoss kritiku moderní civilizace a konečně roku 1917 vydal své vrcholné dílo Matka země s ideou osvobozujícího návratu k rustikálnímu životu.
Především „… za jeho monumentální dílo Matka Země“ (citace z odůvodnění Švédské akademie) obdržel Hamsun roku 1920 Nobelovu cenu za literaturu a stal se uznávanou osobností Norska, známou po celém světě.
Se začátkem druhé světové války začal Hamsun ve svém pokročilém věku podporovat pronacistický režim norského kolaboranta Vidkuna Quislinga, přičemž na tomto jeho kroku měla významný podíl i Hamsunova manželka. Hamsun se postupně stále více kompromitoval a ztrácel popularitu. Roku 1943 se například sešel s Josephem Goebbelsem a věnoval mu svou medaili Nobelovy ceny. Hamsun se setkal dokonce i s Adolfem Hitlerem, kterého se pokusil přesvědčit o nutnosti odvolat říšského komisaře v Norsku Josefa Terbovena a propustit Německem vězněné Nory.
Po Hitlerově smrti byly v novinách otištěny Hamsunovy články, ve kterých je Hitler nekriticky vychvalován. Po válce byl Hamsun umístěn do psychiatrické léčebny, následně do domova důchodců. Během vyšetřování Hamsunova případu byly norskými lékaři jeho psychické schopnosti označeny za „trvale oslabené“. Nakonec byl za kolaboraci odsouzen k pokutě 325 000 norských korun. Hamsun sám toto vyšetřování popsal v knize Po zarostlých stezkách, vydané roku 1949, kde kromě své obhajoby dokazuje nadhled a schopnost sebereflexe.
Po Hamsunově smrti byla témata o jeho díle a životě na dlouhou dobu tabuizována. Přesto jeho dílo svou hloubkou, poetickou a stylistickou hodnotou zůstává (i při vypjatém individualismu) svědectvím úporného hledání, lidských tužeb, omylů a zmatků, jednoty přírody a člověka, snu a skutečnosti. Nejčastější ústřední postavou jeho děl je osamocený hrdina, který ztratil důvěru ke svému okolí, a který je nakonec poražen, smeten k zemi společenskými pravidly a sobeckostí, a to díky neodvratitelným zákonům vítězství silnějšího (Hamsun se v tomto inspiruje Nietzscheho filozofií).
V roce 1996 švédský režisér Jan Troell natočil filmovou biografii Hamsun. Knuta Hamsuna ve filmu ztvárnil Max von Sydow, kterému se za roli dostalo několika ocenění.

## Dílo

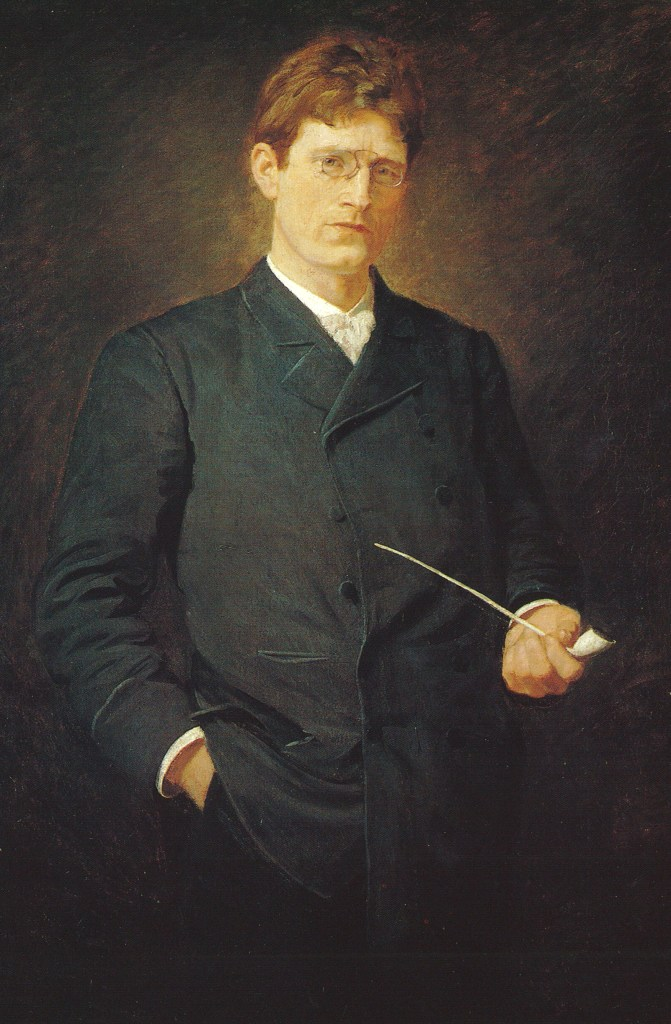
Knut Hamsun na obraze Alfreda Andersena

### Básně
Det ville kor (1904, Divoký chór), jediná autorova básnická sbírka, jeden z milníků norské lyriky.

### Dramata
- Ved rikets port (1895, Před branou království), Livets spill (1896, Hra života) a Aftenrøde (1898, Večerní červánky), dramatická trilogie o měnícím se vztahu k pravdě v různých životních etapách.
- Munken Vendt (1902), historická romantická divadelní hra ve verších.
- Dronning Tamara (1903, Královna Tamara), pohádková divadelní hra, k níž byl autor inspirován při svém pobytu v Gruzii.
- Livet ivold (1910, Bouřlivý život), satirická divadelní hra

### Próza
- Bjørger (1878), první autorova vydaná povídka,
- Fra det moderne Amerikas andsliv (1888, Z duchovního života moderní Ameriky), esej odsuzující Anglosasy jako hlavní iniciátory průmyslového kapitalismu, který ničí odvěké morální hodnoty.
- Sult (1890, Hlad), román napsaný pod vlivem Dostojevského vystihující formou vnitřního monologu složitou psychiku moderního člověka (jde o reminiscenci na vlastní hladová léta začínajícího spisovatele v Kristianii).
- Mysterier (1892, Mystérie), román, ve kterém promyšlenou vypravěčskou technikou vylíčil nevyzpytatelnost člověka v polemice se soudobým pragmatickým racionalismem (román vyvolal nelibost výstředními názory hlavní postavy).
- Redaktør Lynge (1893) a Ny Jord (1893, Nová země), dva romány napsané v duchu kritického realismu.
- Pan (1894), román s jedinečným vylíčením severonorské přírody.
- Victoria (1898, Viktorie), lyrický román o osudové, nedosažitelné lásce, v němž Hamsun dovršil své stylové novátorství a ve kterém vystihl psychiku ženy i hluboké kouzlo a jemné odstíny lásky a žárlivosti.
- Siesta (1897), sbírka povídek,
- I Æventyrland (1903, V pohádkové zemi), Under halvmanen (1905, Pod půlměsícem), impresionistické reportáže z cest.
- Sværmere (1904, Blouznivci), Benoni (1908) a Rosa (1908), lehce humorné romány ze severonorského prostředí.
- Under hoststajrnen (1907, Podzimní hvězdy), En vandrer spiller med sordin (1909, Tlumeně hude poutník) a Den sidste Glæde (1912, Poslední radost), trilogie teskně náladových románů o tulákovi Knutovi vyrovnávajícím se s nastupujícím stářím.
- Børn av Tiden (1913, Děti své doby) a Segelfoss by (1915, Město Segelfoss), romány se silnou kritikou moderní civilizace.
- Markens Grøde (1917, Matka země), román vyjadřující ideu osvobozujícího návratu k rustikálnímu životu utvrzenou propuknutím první světové války, autorovo vrcholné dílo oslavující venkov, přírodu s její velebností a moudrým koloběhem života a zejména pak práci rolníka, jemuž je půda opravdovou matkou zemí.
- Konerne ved vandposten (1920, Ženy u studny), krutě ironický román o maloměstě zkaženém bohatstvím.
- Siste kapitel (1923, Poslední kapitola), román o vyšinutých lidech v horském sanatoriu.
- Landstrykere (1927, Tuláci), August (1930) a Men livet lever (1933, Život však žije), románová trilogie, další vrchol autorovy realistické tvorby a fabulačního umu, poutavé a úsměvné vyprávění o pronikání podnikatelského ducha do severonorské osady.
- Ringen sluttet (1936, Kruh uzavřen), poslední autorovo románové dílo plné beznaděje
- Pa gjengrodde stier (1949, Po zarostlých stezkách), svěží a nad vlastní vinu povznesené zápisky z doby internace po druhé světové válce.

## Česká vydání
- Pan, K. Stanislav Sokol, Praha 1896, překlad Hugo Kosterka,
- Nová země, Jan Otto, Praha 1897, překlad Václav Petrů,
- Viktorie a jiné novelly, Jan Otto, Praha 1900, překlad Václav Petrů,
- Hlad, Hejda a Tuček, Praha 1902, překlad Hugo Kosterka, znovu 1917 a 1920.
- Povídky, Jan Otto, Praha 1906, překlad Jan Osten,
- Bouřlivý život, Kamilla Neumannová, Praha 1906, překlad Rudolf Těsnohlídek, znovu 1926.
- Mysterie, Hejda a Tuček, Praha 1909, překlad Karel Dyrynk, znovu 1920.
- Pan, Veraikon, Praha 1912, překlad Gustav Pallas, znovu 1916, 1917, 1918 a 1919 (Jan Otto).
- Poslední radost, Zátiší, Praha 1912, překlad Gustav Pallas, znovu 1918 a 1921.
- Královna ze Sáby, Josef R. Vilímek, Praha 1915, překlad Gustav Pallas,
- Viktorie, Kamilla Neumannová, Praha 1916, překlad Hugo Kosterka, znovu 1919 a 1943 (Alois Hynek).
- Benoni, Veraikon, Praha 1917, překlad Emil Walter,
- Blouznivci, Alois Srdce, Praha 1918, překlad Ivan Schulz, znovu 1922.
- Rosa, Veraikon, Praha 1919, překlad Emil Walter, znovu Alois Hynek 1922.
- Děti své doby, Zátiší, Praha 1919, překlad Viktor Šuman,
- Podzimní hvězdy, Zátiší, Praha 1919, překlad Viktor Šuman,
- Tlumeně hude poutník, Topič, Praha 1919, překlad Ivan Schulz,
- V říši půlměsíce, A. Svěcený, Praha 1919, překlad A. Chudák,
- Bouřlivý život, Toužimský a Moravec, Praha 1920, překlad Karel Urban a Josef Trumpus,
- Benoni, Alois Hynek, Praha 1920, překlad Emil Walter,
- V zemi dobrodružství, Josef Springer, Praha 1920, překlad Ivan Schulz,
- Město Segelfoss, Zátiší, Praha 1921, překlad Viktor Šuman, znovu 1929.
- Matka země, Alois Srdce, Praha 1922, překlad Ivan Schulz,
- Ženy u studny, Hejda a Tuček, Praha 1922, překlad Hugo Kosterka,
- Hra života, Zátiší, Praha 1923, překlad Viktor Šuman,
- Nová země, Alois Hynek, Praha 1925, překlad Milada Krausová-Lesná,
- Pan, Alois Hynek, Praha 1925, překlad Hanuš Hackenschmied,
- Děti doby, Alois Hynek, Praha 1926, překlad Milada Krausová-Lesná,
- Osada Segelfoss, Alois Hynek, Praha 1927, překlad Milada Krausová-Lesná, znovu 1928 a 1930.
- Tuláci, Alois Hynek, Praha 1928, překlad Milada Krausová-Lesná,,
- Poslední kapitola, Alois Hynek, Praha 1929, překlad Milada Krausová-Lesná,
- Viktorie, Vladimír Žikeš, Praha 1929, překlad Milada Krausová-Lesná,,
- Viktorie, Alois Hynek, Praha 1930, překlad Hugo Kosterka,
- Misterie, Alois Hynek, Praha 1931, překlad Milada Krausová-Lesná,,
- August, Alois Hynek, Praha 1931, překlad Milada Krausová-Lesná,,
- Hlad, Alois Hynek, Praha 1932, překlad Milada Krausová-Lesná, znovu SNKLHU 1959.
- V pohádkové zemi, Alois Hynek, Praha 1932, překlad Milada Krausová-Lesná,
- Tulácké dny, Adolf Synek, Praha 1934, překlad Milada Krausová-Lesná,
- Královna ze Sáby a jiné povídky, Nakladatelské družstvo Máje, Praha 1939, překlad Milada Lesná-Krausová,
- Viktorie, SNDK, Praha 1968, překlad Božena Köllnová-Ehrmannová, znovu Albatros 1972.
- Matka země, Odeon, Praha 1970, překlad Božena Köllnová-Ehrmannová,
- Mysterie, Pan, Odeon, Praha 1982, překlad Helena Kadečková, znovu 2000.
- Před branou království, 19xx, překlad Petr Suchý,
- Po zarostlých stezkách, Mladá fronta, Praha 2002, překlad Veronika Dudková.
- Hlad, Dybbuk, Praha 2016, překlad Helena Kadečková.
- Hlad, Dybbuk, Praha 2019, překlad Helena Kadečková.
- Až do konce! politická publicistika z let 1940–1945, Délský potápěč, Praha 2023.